# Sosibi d'Esparta
Sosibi d'Esparta (en llatí Sosibius, en grec antic Σωσίβιος) fou un gramàtic espartà que va florir en el regnat de Ptolemeu II Filadelf i va viure a la meitat del segle iii aC. Era contemporani del poeta Cal·límac.
Era un d'aquells escriptors anomenats Λυτικοί o ἐπιλυτικοί ("deslligadors"), que intentaven resoldre les dificultats i els dubtes que presentaven les obres dels autors antics, en contraposició amb els ἐνστατικοί ("inspiradors"), que a les seves obres proposaven problemes perquè altres els resolguessin, segons diu Suides.
Se li atribueixen les següents obres:
- Περί Ἀλκμᾶνος
- Περί τῶν ἐν Λακεδαίμονι θυσιῶν
- Ὁμοιότητες
- περὶ χρόνων, segons Ateneu de Naucratis, o χρονῶν ἀναγραφή, segons Climent d'Alexandria.[1]